# 米林凤仙花
米林凤仙花（学名：Impatiens nyimana）为凤仙花科凤仙花属的植物，是中国的特有植物。分布于中国大陆的西藏等地，生长于海拔2,380米至3,500米的地区，常生长在山谷草丛及林下水边，目前尚未由人工引种栽培。